# 平阳亢氏
平阳亢氏是明清时期山西平阳府的商业家族，以巨富著称，号称“亢百万”。 当时有“南季北亢”或“北安西亢”之说。
在明清两代，亢氏家族靠贩卖食盐致富。亦有说法称亢氏巨额财富系李自成西奔时抛弃。
亢氏家族在扬州和家乡平阳府（临汾）都置办了巨大家业。亢氏在扬州的私家花园位于风光如画的小秦淮河一带，建筑占地长里许，房屋百间，称为“百间房”。亢氏在祖籍平阳府（今临汾）的私家园林也接待过康熙皇帝的临幸。
乾隆年间，由于战事，国库空虚，任命亢其宗管理河工与盐务，然后借口河、盐亏空，没收亢氏全部财产。